# قوشقوان عليا
قوشقوان عليا (بالفارسية: قوشقوان علیا) هي منطقة سكنية تقع في قسم تشاراويماق المركزي في إيران. يقدر عدد سكانها بـ 75 نسمة .